# Sergio Bazzini
Sergio Bazzini (Pistoia, 26 febbraio 1935 – Roma, 22 gennaio 2025) è stato un regista e sceneggiatore italiano, è giunto alla notorietà sul finire degli anni Sessanta per la collaborazione al soggetto e alla sceneggiatura di Grazie zia (1968) e Cuore di mamma (1969), alcuni dei film più celebri di Salvatore Samperi, e Dillinger è morto e Il seme dell'uomo di Marco Ferreri . È considerato «una delle più importanti firme del cinema italiano degli anni Settanta».

## Biografia
Nato a Pistoia nel 1935, si forma come perito elettrotecnico industriale e si diploma in tromba presso il Conservatorio di musica di Firenze. Si trasferisce a Roma nel 1963 dove vive e lavora. Inizia la sua carriera nel mondo del cinema come aiuto regia sui set dei film di genere di Gianfranco Parolini.
Si fa spazio nel mondo del cinema negli anni Sessanta grazie ad una serie di collaborazioni con alcuni dei registi engagé dell'epoca, come Samperi, Ferreri, Godard, Bellocchio.
Il film che lancia il nome di Bazzini nel 1968 è Grazie zia di Salvatore Samperi, che convince l'anno dopo Marco Ferreri ad affidargli la stesura a quattro mani del soggetto di Dillinger è morto.
È proprio Ferreri, all'epoca vicino al gruppo politico di Lotta Continua che convince Bazzini a prendere parte al progetto Vento dell'est, diretto da Jean-Luc Godard nel 1970.
Dopo questa esperienza si lega a Mauro Bolognini con il quale sviluppa alcuni film e sceneggiati televisivi: Fatti di gente perbene, L'eredità Ferramonti, Gli indifferenti, La   villa   del   venerdì, La famiglia Ricordi. Nel 1976 collabora invece alla stesura della sceneggiatura di Marcia trionfale di Marco Bellocchio. Lavora inoltre con Jerzy Kawalerowicz al copione del film Maddalena (1971)
Nel 1974 debutta alla sua prima esperienza dietro la macchina da presa con Donna è bello. A teatro mette in scena come regista La fidanzata dello scheletro, e come regista e interprete La tromba del giudizio e L'amore prima della rivoluzione. Scrive inoltre copioni messi in scena da altri, come Caravanserraglio (Sogno di scimmia) (1986)
All'attività nel cinema e nel teatro ha affiancato quella di docente di Linguaggio cinematografico e televisivo dal 1983 al 1995 presso l'Istituto statale di istruzione superiore Roberto Rossellini e presso l’Accademia Nazionale di Cinema di Roma.
Nel 2005 pubblica il suo primo libro, Pistoia-Honolulu, mentre l'opuscolo Cadaveri a colazione raccoglie 98 poesie e poemetti in prosa.

## Filmografia

### Cinema

#### Sceneggiatore
- A... come assassino, regia di Angelo Dorigo (1966)
- Operazione Paura, regia di Mario Bava (1966)
- Un colpo da re, regia di Angelo Dorigo (1967)
- Grazie zia, regia di Salvatore Samperi (1968)
- Cuore di mamma, regia di Salvatore Samperi (1969)
- La donna a una dimensione, regia di Bruno Baratti (1969)
- Dillinger è morto, regia di Marco Ferreri (1969)
- Il seme dell'uomo, regia di Marco Ferreri (1969)
- I tulipani di Haarlem, regia di Franco Brusati (1970)
- Vento dell'est (Le vent d'est), regia di Jean-Luc Godard e Jean-Pierre Gorin (1970)
- Maddalena, regia di Jerzy Kawalerowicz (1971)
- Fatti di gente perbene, regia di Mauro Bolognini (1974)
- Donna è bello, regia di Sergio Bazzini (1974)
- Simone e Matteo - Un gioco da ragazzi, regia di Giuliano Carnimeo (1975)
- Marcia trionfale, regia di Marco Bellocchio (1976)
- L'eredità Ferramonti, regia di Mauro Bolognini (1976)
- La villa del venerdì, regia di Mauro Bolognini (1991)
- La ballata dei lavavetri, regia di Peter Del Monte (1998)
- Last Food, regia di Daniele Cini (2004)

#### Regista
- Donna è bello (1974)

### Televisione

#### Sceneggiatore
- Z2 Operazione Circeo, regia di Alberto Cavallone - film TV (1966)
- Il visitatore, regia di Sergio Bazzini - film TV (1971)
- Woyzeck, regia di Giancarlo Cobelli - film TV (1974)
- La gabbia, regia di Carlo Tuzii - serie TV (1977)
- Uno + uno, regia di Biagio Proietti - miniserie TV (1983)
- Teresa Raquin, regia di Giancarlo Cobelli - serie TV (1985)
- La famiglia Ricordi, regia di Mauro Bolognini - serie TV (1995)

#### Regista
- Il visitatore - film TV (1971)

## Pubblicazioni
- Sergio Bazzini, Pistoia-Honolulu, Tipografia artigiana, 2005.
- Sergio Bazzini, Cadaveri a colazione - Poesie dall'aldiqua e poemetti in prosa, Settegiorni, 2017., con prefazione di Piero Buscioni.